# 葡萄糖依赖性促胰岛素多肽
葡萄糖依赖性胰岛素促分泌多肽（glucose-dependent insulinotropic polypeptide，GIP）又称抑胃肽（gastric inhibitory polypeptide），是一种由十二指肠及空肠制造分泌的激素，主要功能是刺激胰岛素的分泌，对胃酸分泌则有弱抑制作用。
GIP与胰高血糖素样肽-1（GLP-1）同属于肠促胰岛素，这些分子在人們进食时能够刺激胰岛素的释放。